# Record News Araraquara
Record News Araraquara é uma emissora de televisão brasileira sediada em Araraquara, porém concessionada na cidade de São Paulo respectivamente cidade e capital do estado homônimo. Opera nos canais 9 (35 UHF digital) e 42 (43 UHF digital) e é a geradora da Record News.

## História
A emissora surge em 27 de setembro de 2007.
Nos seus estúdios é produzido o Record News Paulista com notícias do estado de São Paulo, exceto região metropolitana de São Paulo.
Segundo matéria publicada no Jornal Folha da Cidade (Araraquara-SP), a emissora em Araraquara deve receber investimentos, que incluem ampliação dos estúdios, equipamentos para transmissão digital (1ª emissora no centro paulista em HDTV) e criação de um segundo horário local, provavelmente na grade noturna da rede, nos mesmos moldes do Record News Paulista,[carece de fontes?] feito em Araraquara com notícias da Região Administrativa Central, interior e litoral do estado.
A emissora desde o fim de agosto de 2009, utiliza os mesmos estúdios do Record News Paulista, em parceria com a RecordTV das cidades de Ribeirão Preto e Franca, para o SP Record, exibido pela RecordTV Interior SP.[carece de fontes?]

## Sinal digital
| Canal virtual | Canal digital | Resolução de tela | Programação                                           |
| ------------- | ------------- | ----------------- | ----------------------------------------------------- |
| 9.1           | 35 UHF        | 1080i             | Programação principal da Record News SP / Record News |

A emissora iniciou suas transmissões digitais em 19 de dezembro de 2009, através do canal 35 UHF, para a cidade de Araraquara e áreas próximas. Em 24 de maio de 2016, passou a produzir seus programas em alta definição.[carece de fontes?]
Transição para o sinal digital
Com base no decreto federal de transição das emissoras de TV brasileiras do sinal analógico para o digital, a Record News Araraquara, bem como as outras emissoras de Araraquara, cessou suas transmissões pelo canal 9 VHF em 12 de dezembro de 2018, seguindo o cronograma oficial da ANATEL.

## Programação
Além de se alternar na geração dos programas da Record News com a matriz em São Paulo, a Record News Araraquara também produz o jornalístico Record News Rural, apresentado por Daiane Bombarda. A emissora também produziu entre 2007 e 2017 o telejornal Record News Paulista, que apresentava notícias de todo o estado de São Paulo, com exceção da região metropolitana da capital paulista.

## Retransmissoras
| Cidade        | Canal   | Cidade        | Canal   | Cidade                | Canal   | Cidade       | Canal   | Cidade         | Canal   | Cidade         | Canal   |
| ------------- | ------- | ------------- | ------- | --------------------- | ------- | ------------ | ------- | -------------- | ------- | -------------- | ------- |
| Amparo        | 17 (45) | Barretos      | 14      | Bebedouro             | 35      | Bauru        | 35      | Campinas       | 02 (46) | Catanduva      | 44      |
| Dois Córregos | 35      | Fernandópolis | 41 (44) | Franca                | 35      | Guaíra       | 42 (35) | Ibitinga       | 35      | Itápolis       | 35      |
| Jaú           | 35      | Jundiaí       | 42 (43) | Marília               | 35      | Matão        | 35      | Novo Horizonte | 41 (44) | Olímpia        | 44      |
| Orlândia      | 35      | Peruíbe       | 06 (35) | Piracicaba            | 02 (46) | Pirassununga | 35      | Praia Grande   | 49 (35) | Ribeirão Preto | 35      |
| Santos        | 35      | São Carlos    | 35      | São José do Rio Preto | 44      | São Manuel   | 35      | São Paulo      | 42 (43) | São Sebastião  | 06 (35) |
| Taquaritinga  | 35      | Ubatuba       | 06 (35) |                       |         |              |         |                |         |                |         |